# 12465 Perth Amboy
12465 Perth Amboy è un asteroide della fascia principale. Scoperto nel 1997, presenta un'orbita caratterizzata da un semiasse maggiore pari a 2,4079565 UA e da un'eccentricità di 0,1980062, inclinata di 4,13006° rispetto all'eclittica.